# بات-اوچیرین بلورتویا
بات-اوچیرین بلورتویا (به مغولی: Болортуяатай Бат-Очирын،  زادهٔ ۱۵ مهٔ ۱۹۹۷) یک کشتی‌گیر آزادکار کشور مغولستان است.
از افتخارات وی می‌توان به کسب مدال برنز المپیک ۲۰۲۰ توکیو و مدال برنز مسابقات قهرمانی کشتی جهان ۲۰۱۹ اشاره کرد.